# The Power of Good-Bye
«The Power of Good-Bye» es una canción interpretada por la cantante estadounidense Madonna, incluida en su séptimo álbum de estudio, Ray of Light (1998). Fue compuesta por Madonna y Rick Nowels, mientras que la producción estuvo a cargo de la cantante, William Orbit y Patrick Leonard. Las compañías Maverick y Warner Bros. Records la publicaron el 15 de septiembre de 1998 como el tercer sencillo del álbum en Estados Unidos y como el cuarto en el resto del mundo; en Reino Unido, estuvo disponible como un doble lado A junto con «Little Star». Posteriormente, figuró en el grandes éxitos GHV2 (2001). Es una balada electrónica que presenta ritmos shuffle, guitarras acústicas y un arreglo de cuerdas a cargo de Craig Armstrong. La letra trata sobra la fuerza que surge al despegarse de una relación.
En general, obtuvo elogios de académicos, críticos y periodistas musicales, quienes resaltaron la composición, producción e interpretación vocal de la cantante y la reconocieron como una de las más destacadas de Ray of Light y de su carrera en general. Desde el punto de vista comercial, se ubicó entre los diez primeros puestos en Alemania, Austria, España, Finlandia, Hungría, Islandia, Países Bajos, Polonia, Reino Unido, Suecia y Suiza, así como en la lista Eurochart Hot 100 Singles, donde llegó a la segunda posición. En Estados Unidos, fue su séptimo mayor debut en el conteo Billboard Hot 100 y posteriormente alcanzó el undécimo lugar.
El videoclip, dirigido por el fotógrafo estadounidense Matthew Rolston, se filmó en un tono verdeazulado en las playas de Malibú (California) y contó con la participación del actor croata Goran Višnjić como el interés amoroso de la cantante. Se estrenó el 10 de septiembre de 1998, minutos antes de la transmisión de los MTV Video Music Awards. Madonna presentó la canción en varias entregas de premios y programas de televisión europeos y, tras su publicación, algunos artistas realizaron una versión, especialmente para álbumes homenaje.

## Antecedentes
Entre 1996 y 1998, Madonna pasó por una serie de experiencias que le «cambiaron la vida», entre ellas el nacimiento de su hija Lourdes «Lola» Leon, su interés por el yoga, el misticismo oriental y la cábala, así como el papel protagónico de Eva Perón en la adaptación cinematográfica del musical Evita, dirigida por Alan Parker. En 1997, empezó a trabajar en su séptimo álbum de estudio Ray of Light; para ello, compuso canciones con William Orbit, Rick Nowels, Patrick Leonard y Babyface con el propósito de que reflejara los «cambios de perspectivas» en relación con su vida personal. Joan Anderman del Boston Globe señaló que se trataba de un «disco dance profundamente espiritual», cuyo meollo se basaba en «liberarla de una carrera construida sobre imágenes recogidas e identidades cultivadas». La maternidad había suavizado emocionalmente a la artista, lo que se reflejaba en las canciones. En este sentido, ideó conceptos y usó palabras que implicaban pensamientos más profundos y personales, en lugar de las melodías típicas de música dance que había compuesto anteriormente. De manera similar, Tom Ewing de Freaky Trigger explicó que en aquella época se encontraba en su fase «más espiritual» y, a medida que crecía su interés por el misticismo y la cábala, las letras adquirían un enfoque «menos situacional y más universal». En una entrevista con la revista Q, expresó que la maternidad la llevó a «buscar respuestas a preguntas que nunca antes me había hecho».
«The Power of Good-Bye» fue una de las nueve canciones que Madonna y Nowels crearon para el álbum. Este último, que había colaborado anteriormente con otros artistas como Stevie Nicks, Belinda Carlisle y Anita Baker, siempre había querido trabajar con Madonna y era admirador de su voz, su composición y de sus trabajos anteriores con Leonard, Stephen Bray y Nile Rodgers. Se encontraba en Nueva York para asistir a los premios Grammy de 1997 —donde estaba nominado a álbum del año por su trabajo como productor en Falling into You de Céline Dion— y, durante un día de compras en la tienda Barneys, conoció a Madonna, a quien elogió por sus habilidades como compositora. Un par de semanas después, recibió una invitación a Los Ángeles para iniciar sesiones de composición con ella. Ambos notaron que tenían una buena relación tanto en lo musical como en lo personal. Sumado a ello, sus experiencias compartidas como padres nuevos —Nowels tenía un hijo de tres años en ese momento—, así como sus habilidades para componer canciones, contribuyeron a que el trabajo pudiera concretarse. Tres de las canciones en las que colaboraron terminaron formando parte del disco: «The Power of Good-Bye», «To Have and Not to Hold» y «Little Star».

## Desarrollo y grabación
| Fue una experiencia que cambió mi carrera. Antes de esto siempre había compuesto canciones con amigos. Pero trabajar con Madonna... fue la primera vez que compuse cara a cara con una gran artista y compositora. Después de eso cambié un poco de marcha y ahora colaboro, en su mayoría, directamente con artistas. —Rick Nowels sobre su experiencia de trabajar con Madonna. |

Madonna y Nowels se reunieron a finales de abril de 1997 para una sesión de composición de dos semanas en el estudio de este último, ubicado en Hollywood Hills. La cantante adoptó un enfoque estructurado para componer canciones y estableció horarios más regulares. En ese marco, acudía al estudio todos los días a las tres de la tarde y se retiraba a las siete; Nowels tocaba el teclado mientras ella improvisaba algunas melodías, componía acordes o anotaba ideas en su libro de letras. Cuando se retiraba, ya tenían una canción terminada y una maqueta con todas las voces principales y los coros grabados. En una entrevista con la biógrafa y periodista Lucy O'Brien, admitió que antes de trabajar con la artista «nunca creí que pudieras componer una canción en una hora, pero tenía una melodía en media hora. Siempre teníamos una canción hecha y una maqueta». Finalmente, crearon nueve canciones en diez días, entre ellas «The Power of Good-Bye». Nowels quedó impresionado por su composición, a la que definió como «profunda, poética e inteligente. Cuando [Madonna] está en su mejor momento, puede estar a la par de Joni Mitchell o Paul Simon». Además, declaró que su capacidad para escribir letras fue un reflejo de su «lectura voraz», tras inspirarse en los sonetos de William Shakespeare y en poetas de los años 1960 como Sylvia Plath y Anne Sexton. Si bien trabajaron a un ritmo rápido, aseguró que la cantante no había «escatimado en calidad» y profundizó: «Es una verdadera artista. Sabe cómo componer una canción. No se trata solo de improvisar melodías. Entiende lo que debe hacer un estribillo y un verso, dónde colocar un puente, cómo trabajar sus melodías».
Luego de que las sesiones de composición finalizaron, Madonna empezó a colaborar con Orbit y Leonard para la grabación del disco. Sin embargo, dado que la participación de este último en la producción fue mínima, trabajó únicamente con el primero. De esta manera, la grabación inició oficialmente alrededor de junio de 1997 en el Larrabee North Studio de Universal City (California) y estuvo acompañada de Orbit, el ingeniero Pat McCarthy y el técnico de sonido Matt Silva. Según el productor, «la mayoría de las pistas ya existían, por lo que [ella] trabajaba en las voces y las letras en casa o conduciendo en su coche». Al principio, se sintió incómodo con la presencia de la cantante controlando el proceso de grabación, pero poco a poco logró una dinámica de trabajo con ella. Nowels había incluido en su maqueta ritmos de batería jungle, un sonido de sintetizador pad y algunos acordes que la cantante había improvisado durante sus sesiones de composición. En el estudio, Orbit redujo la batería jungle a la mitad y lo transformó en un ritmo de reggae, por lo que la versión final tuvo un ambiente diferente. El estilo de trabajo suelto y orgánico del productor y su naturaleza desorganizada y espontánea casi hacen que lo despidan cuando llegó a la casa de Madonna para reproducir «The Power of Good-Bye» y se dio cuenta de que había llevado la cinta de audio digital equivocada. La cantante, acostumbrada a un enfoque mucho más reglamentado, disciplinado y profesional, no quedó impresionada y él debió permanecer «prácticamente» en el estudio durante una semana y entregar la pista final. El resto del personal incluyó a Craig Armstrong en el arreglo de cuerdas, Susie Katayama en dirección de orquesta y David Reitzas, Jon Englesby y Mark Endard en ingeniería. La masterización se llevó a cabo en los estudios Sterling Sound de Nueva York, a cargo de Ted Jensen.

## Composición
«The Power of Good-Bye» es una balada de género electrónica con un arreglo basado en un «ritmo shuffle bien definido que se endulza por ocasionales florituras orquestales, rasgueos de guitarra acústica contrastantes» y cuerdas. De acuerdo con Teri vanHorn de MTV, incorpora la guitarra acústica dentro de ritmos reggae. Según la partitura publicada en Musicnotes por Alfred Publishing Co., Inc., se establece en un compás de 4/4 con un tempo «moderado» de 80 pulsaciones por minuto. Está compuesta en la tonalidad de fa menor y sigue una progresión armónica de fa menor—re bemol—la bemol—mi bemol en la introducción y la primera estrofa. Según Rikky Rooksby, autor de The Complete Guide to the Music of Madonna (2004), inicia con arpegios de estilo clásico en una secuencia de cuatro acordes. Posee frases melódicas «pegadizas» en los versos y una trompeta sintetizada al final del primer estribillo, así como el arreglo de cuerdas de Armstrong después del segundo estribillo. También incluye notas sostenidas en las secciones instrumentales, una característica de las canciones de Ray of Light. La guitarra acústica agrega una sensación «orgánica» al segundo verso y en la coda se aprecian acordes duplicados de la guitarra acústica. Además, utiliza pitidos de computadora y efectos techno, que Orbit logró mediante el uso de un sintetizador analógico Korg MS-20. El productor explicó que «hay algo sobre los picos transitorios [del MS-20] que son muy puntiagudos. Y puedes hacer que esa máquina chille. Sus dos filtros son muy severos».
La letra trata sobra la fuerza que surge al despegarse de una relación, y ha sido descrita como una «especie de hermana sonora» de «Frozen», ya que ambas tratan temas de un corazón cerrado y comparten los arreglos de cuerdas «característicos» de Armstrong. Esto se enfatiza en los versos Your heart is not open so I must go («Tu corazón no está abierto, así que debo irme») y Freedom comes when you learn to let go, creation comes when you learn to say no («La libertad llega cuando aprendes a soltar, la creación llega cuando aprendes a decir no»). La idea de utilizar el desapego como inspiración surgió de su interés por la filosofía budista, así como por la práctica del yoga. Samuel R. Murrian de Parade observó que trata sobre el «empoderamiento y la libertad que están al otro lado de una difícil ruptura». Sebas E. Alonso de Jenesaispop opinó que Madonna «sabe sacar la parte positiva de la relación que se ha acabado»; añade frases de «sabiduría y resignación» en líneas como «eres la lección que he tenido que aprender» o «no queda nada que perder, ni corazón que dañar, ni poder más grande que el poder del adiós», así como conceptos como «libertad» y «creación» a raíz de esa separación.
De acuerdo con Francesco Falconi, autor de Loco por Madonna. La Reina del Pop (2017), el tema central es el agua, lo que se refleja en la letra, esto es, «agua como purificación y símbolo del sacramento del bautismo, pero también como emblema del parto y del renacer». Sobre esto, Madonna afirmó: «El agua es un elemento que encierra en sí un gran poder de curación. Hay agua en el parto y en el bautismo, cuando se entra en una bañera o en el océano, uno tiene la sensación de pasar de página y de empezar todo desde el principio». Nowels describió la canción como «un hermoso poema» y una «reflexión sobre el final» de una relación. Años después, en una entrevista con Idolator para el decimoquinto aniversario del álbum, detalló:

Es una melodista y letrista pop brillante. Me quedé impactado por la calidad de la letra de «The Power of Good-Bye», que es impresionante. Amo a Madonna como artista y compositora. Sé que creció escuchando a Joni Mitchell y Motown y, para mis oídos, encarna lo mejor de ambos mundos. Es una maravillosa compositora confesional, además de ser una excelente creadora de estribillos pop exitosos. No recibe el crédito que se merece como compositora.

## Publicación y remezclas
Las compañías Maverick y Warner Bros. Records publicaron «The Power of Good-Bye» como el cuarto sencillo internacional de Ray of Light, después de «Frozen», «Ray of Light» y «Drowned World/Substitute for Love». Dado que este último no estuvo disponible comercialmente en Estados Unidos, «The Power of Good-Bye» fue el tercer sencillo allí. El fotógrafo de moda Mario Testino tomó las imágenes para la portada y Kevin Reagan estuvo a cargo del diseño y la dirección artística. En un primer momento, la revista Billboard reportó que sería enviado a las radios estadounidenses a finales de agosto de 1998, pero finalmente la fecha pasó para el 15 de septiembre de ese año. Catorce días después, salió al mercado en ese país en CD, casete y vinilo de 7"; en estos tres formatos, el tema «Mer Girl» del álbum se añadió como lado B. Por su parte, en Reino Unido salió a la venta como un doble lado A junto con «Little Star» y se incluyó tanto en el vinilo de 7" como en el casete, mientras que en el resto de Europa se agregó como lado B en la versión en CD.
Para acompañar el lanzamiento, se crearon tres remezclas producidas por Luke Slater y Dallas Austin que figuraron tanto en el maxi CD como en el vinilo de 12" publicados en Australia y Europa el 28 de septiembre de 1998, un día antes que el lanzamiento en Estados Unidos. Según José F. Promis de Allmusic, estas «tardan un tiempo en asimilarse, pero una vez que lo hacen, cobran vida propia». La primera remezcla, «Dallas' Low End Mix», se asemeja a los pitidos de hip hop utilizados más tarde en el disco FanMail (1999) de TLC, coproducido por Austin. «Luke Slater's Super Luper» transforma la balada en un «himno deep house descomunal» y el resultado es una canción «completamente diferente». El sample vocal de Madonna se repite continuamente sobre el ritmo dance y se omiten las estrofas y el estribillo, lo que, según el autor, no «es nada malo». La tercera y última, «Fabien's Good God Mix», es una mezcla electrónica «alocada» con ritmos pesados de drum and bass que mantiene la integridad de la canción original. Estas remezclas también salieron a la venta en un maxi CD y en vinilo de 12" en Canadá y Japón. El 8 de diciembre, la canción y el lado B «Mer Girl» estuvieron disponibles en Australia y Europa en formato maxi CD. En 2001, «The Power of Good-Bye» se incluyó en el grandes éxitos GHV2.

## Recepción crítica y reconocimientos
En general, «The Power of Good-Bye» obtuvo elogios de críticos, académicos y periodistas musicales, quienes resaltaron la composición y producción y la reconocieron como una de las más destacadas de Ray of Light. Tal es el caso de Stephen Thomas Erlewine de Allmusic y Sebas E. Alonso de Jenesaispop, quien añadió que era «una de las mejores [baladas] que ha cantado». De igual manera, Teri vanHorn de MTV la calificó como una balada «absolutamente hermosa», mientras que Francesco Falconi opinó que fue «otro éxito» para Nowels y que se trataba de un «himno a la dificultad y al sufrimiento cuando se ha de dar por concluida una historia de amor». Daryl Easlea y Eddi Fiegel, en su libro Madonna: Blonde Ambition (2012), acordaron que resultó ser una de las canciones más populares de su discografía, opinión similar a la de Amy Pettifer de The Quietus, quien lo definió como uno de los «mejores momentos» de su carrera. Alex Fork de Pitchfork la denominó «trascendente» y una de las canciones de amor más «notables» del material en la que intenta «alejarse de los caóticos enredos románticos que una vez caracterizaron su vida pública y sus letras». Bryan Lark de The Michigan Daily lo eligió —junto con «Frozen»— como la canción más sobresaliente del álbum y añadió que ha demostrado que la artista «aún le gusta entrar en el ritmo» y «todavía defiende la necesidad de abrir tu corazón». Joan Anderman del Boston Globe observó que «The Power of Good-Bye», «Frozen» y «To Have and Not to Hold» creaban una «trilogía de ensueño» en la que Madonna hace un monólogo consigo misma sobre el «camino hacia la transparencia divina».
La composición y producción atrajeron comentarios positivos de la crítica. Sarah Davis de la revista en línea Dotmusic lo llamó uno de los temas más «elegantes» del disco, en el que la cantante regresa «a su modo de balada reflexiva tan admirado». Destacó el arreglo de cuerdas de Armstrong y la coproducción de Leonard y lo comparó con su anterior sencillo «Live to Tell» (1986). De Los Angeles Times, Elysa Gardner opinó que «la habilidad perdurable de Madonna para incorporar texturas modernas y exóticas en melodías pop accesibles es evidente en pistas dance vanguardistas como "The Power of Good-Bye"». Por su parte, Greg Kot del Chicago Tribune escribió que en canciones como «The Power of Good-Bye», «Madonna ha triunfado donde todos sus compañeros del pop han fracasado: no solo ha hecho música disco astuta, sino pop inteligente». En su reseña al grandes éxitos GHV2, Charlotte Robinson de PopMatters dijo que era «un testimonio de la capacidad de Orbit para usar aparatos y magia electrónica no para alienar a los oyentes, sino para atraerlos». Cristín Leach de RTÉ, que lo consideró uno de los más sobresalientes del recopilatorio, resaltó los sonidos «relajados». Sal Cinquemani de Slant Magazine le otorgó una «A-» y reconoció que, si bien estaba «estructurada como una balada contemporánea para adultos», contaba con «suficiente brillo electrónico para sonar vanguardista». Sumado a lo anterior, expresó que si el «tema de empoderamiento no es suficiente para levantar el ánimo, las guitarras rítmicas, los acordes aplastantes y una melodía en alza elevan al oyente a varias nubes». En Madonna: An Intimate Biography (2002), J. Randy Taraborrelli observó que contaba con un «ritmo pegadizo de europop», y Lucy O'Brien admitió que poseía la «carga piadosa de un himno de iglesia». Por el contrario, en un comentario menos favorable, Ann Powers de The New York Times aseguró que el disco adquiere un punto «más débil» cuando Madonna «se vuelve llamativamente "personal"». En este sentido, declaró que «The Power of Good-Bye» surge como la «exclamación forzada de una reina del drama». Enio Chola de PopMatters prefirió que «Skin» hubiera sido publicada como sencillo en lugar de las «peores» «The Power of Good-Bye» y «Nothing Really Matters».
En reseñas retrospectivas, Rachel Brodsky de Spin señaló que «The Power of Good-Bye» ayudó a «cimentar en lo mainstream una cultura dance que alguna vez estuvo relegada a fiestas clandestinas en sótanos». Ocupó el puesto 41 en la lista de las mejores canciones de la intérprete de la edición española de Vanity Fair; Guillermo Alonso, autor del artículo, escribió: «Madonna imitando a Jennifer Rush y Belinda Carlisle en una power ballad que siempre nos dará la sensación de que le hubiese quedado muchísimo mejor a cualquiera de ellas, pero está tan bien construida y es tan épica que creemos firmemente que le podría quedar bien incluso a Katy Perry». Figuró en la misma posición del conteo elaborado por Chuck Arnold de Entertainment Weekly, quien citó el verso Your heart is not open, so I must go («Tu corazón no está abierto, así que debo irme») como una referencia a «Open Your Heart» (1986) y concluyó que «esta hermosa despedida casi hace que el dolor valga la pena». Samuel R. Murrian de Parade y Sebas E. Alonso la incluyeron en la cuadragésima posición de los conteos de sus mejores temas; el primero la llamó una «balada magnífica», mientras que el segundo una de las «más bonitas que jamás ha cantado». Además, este último señaló que «cada frase es alargada aportando cierto dramatismo en la interpretación vocal de una cantante que se sabe recién salida de las clases recibidas para el musical Evita».
Matthew Jacobs del Huffington Post clasificó sus 68 sencillos desde 1982 hasta 2014 y ubicó a «The Power of Good-Bye» en el puesto 38; en su reseña, afirmó que era una «elegante meditación sobre el amor desestimado» y alabó la «impresionante» producción y su voz «serena». Sal Cinquemani, que lo ubicó en el trigésimo tercer lugar de los sencillos más destacados de su carrera, proclamó que era la «música electrónica por excelencia», y Jude Rogers de The Guardian —que lo ubicó en el vigésimo noveno— expresó que era «una de las muchas y poderosas baladas electrónicas subacuáticas de Ray of Light». Para Michael Cooper de LA Weekly, fue la novena mejor canción de su discografía y una «hermosa balada con elementos electrónicos». Mayer Nissim del periódico en línea PinkNews lo eligió como su quinto tema más sobresaliente y escribió que, si bien «Frozen» fue «la elección más inmediata para un regreso impresionante», es «The Power of Good-Bye» la que representa «perfectamente la fusión electrónica del misticismo y melancolía de Madonna y William Orbit». Por último, Robbie Daw de Idolator la ubicó en la cuarta posición del conteo de las «diez mejores canciones de Madonna que la radio olvidó» y concluyó que en «esta balada exuberante y etérea», la cantante «sabe que es mejor estar sola por las razones correctas que quedarse con alguien por las malas».

## Recepción comercial

### América del Norte
En Estados Unidos, «The Power of Good-Bye» ingresó en el puesto 24 de la Billboard Hot 100 el 17 de octubre de 1998, lo que significó el decimosexto sencillo de Madonna en debutar entre los cuarenta principales y su 38.º éxito top 40, de un total de 41 entradas en toda la lista. Además, marcó el séptimo debut más alto de su carrera y su quinto tema consecutivo en debutar entre los treinta primeros. Logró un ascenso con el paso de las semanas y finalmente alcanzó la undécima posición el 28 de noviembre, de manera que se convirtió en el tercer sencillo de Ray of Light en ubicarse entre los primeros veinte lugares. Según José F. Promis de Allmusic, lo que impidió que entrara a los diez puestos más exitosos es que «[el maxi CD], desafortunadamente, nunca vio la luz del día en el Nuevo Mundo». De haberlo logrado, habría sido su 33.º top diez. Estuvo presente diecinueve semanas. En los conteos de ventas físicas y de radios —componentes del Hot 100— ocupó los números 13 y 26, y en las demás listas de Billboard se ubicó en las casillas 14 en Adult Contemporary, 18 en Mainstream Top 40, 21 en Top 40 Tracks y 40 en Adult Pop Songs.
«The Power of Good-Bye» también ingresó a listas de otras publicaciones musicales del país. En Gavin Report, logró el undécimo lugar de los cuarenta principales (Gavin Top 40) y el decimotercero en el conteo Adult Contemporary. Por su parte, en la revista Radio & Records ocupó el decimoséptimo puesto en la lista de radios pop —abreviada como CHR/Pop— y el décimo en Adult Contemporary; para fin de año, ocupó los números 73 y 72, respectivamente. En Canadá, ingresó a tres listas musicales, dos en la revista RPM y una en la de SoundScan, publicada en Billboard; en esta última, alcanzó el sexto lugar el 14 de noviembre de 1998. En el conteo Top 100 Tracks de RPM, logró su posición más alta en el 16 el 14 de noviembre, mientras que en el de Adult Contemporary en el número 13 el 11 de enero de 1999.

### Europa y Oceanía

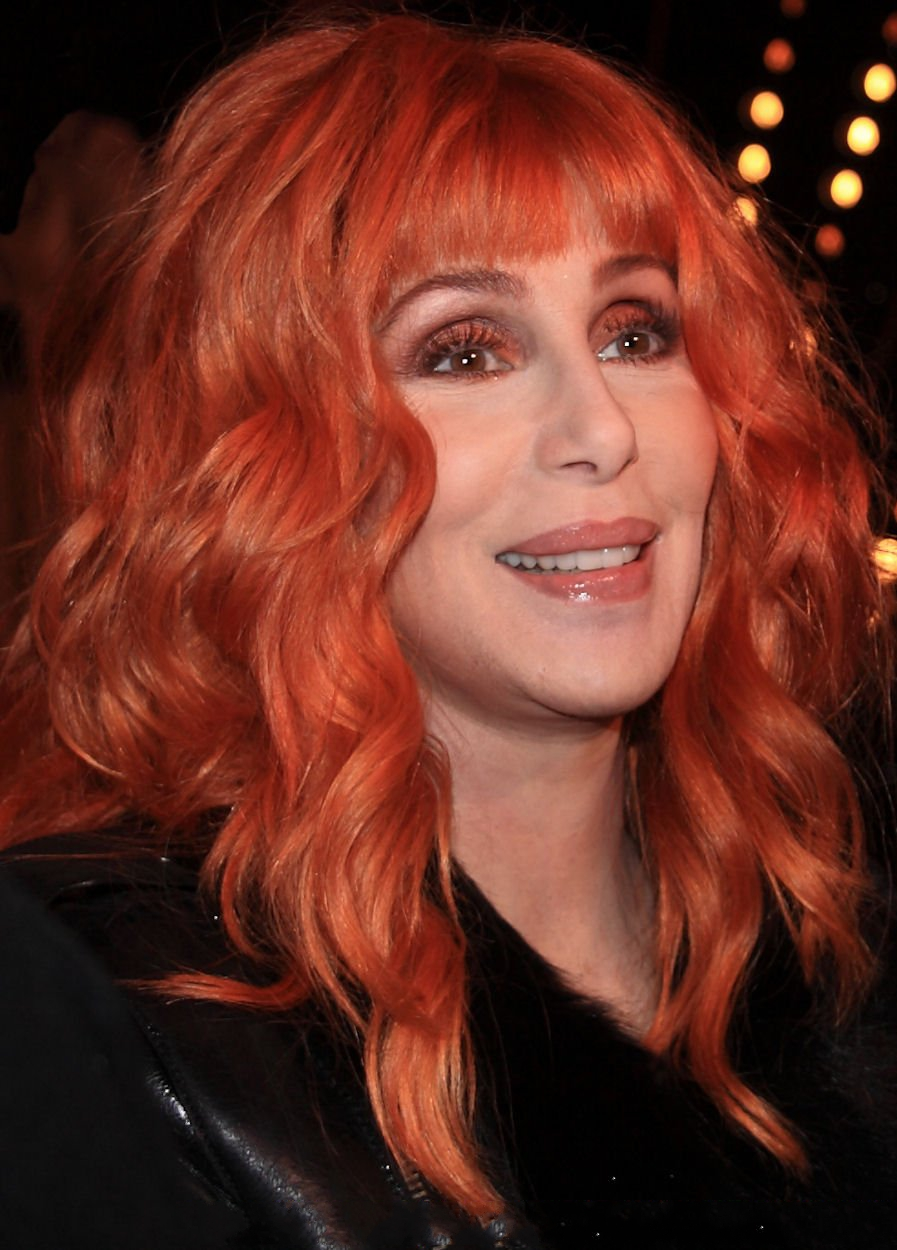
«Believe» de Cher (en la imagen) evitó que «The Power of Good-Bye» alcanzara la primera posición en las listas European Radio Top 50 y Eurochart Hot 100 Singles de Music & Media.

En su primera semana de transmisión en Europa, la canción cosechó popularidad en las radios de Alemania y Dinamarca e ingresó en el número 45 del conteo European Radio Top 50 —de la revista Music & Media— el 7 de noviembre de 1998, con airplay en 32 estaciones del continente. Poco más de un mes después, ascendió hasta el segundo lugar —por detrás de «Believe», de Cher— con un total de transmisión en 141 estaciones. En la lista de ventas Eurochart Hot 100 Singles, debutó en el número 36 y a las dos semanas —el 12 de diciembre— subió al segundo lugar. Para diciembre de 1999, había sido la 66.ª canción más reproducida en la lista de radios y la 74.ª más exitosa en la de ventas físicas. «Believe» también bloqueó del número uno a «The Power of Good-Bye» en España, por lo que pasó a ser el primer sencillo de Ray of Light que no alcanzó el primer lugar allí, mientras que en Islandia y Polonia también llegó al puesto dos, en este caso por detrás de «Sweetest Thing» de U2 y «Dziewczyna bez zęba na przedzie» de Kult, respectivamente. Otros territorios donde logró estar entre los diez principales incluyen Suecia en el tercer puesto, Alemania, Austria y Finlandia en el cuarto, Escocia en el quinto, Hungría en el sexto, Países Bajos en el sexto (Top 40) y séptimo (Single Top 100) y Suiza en el octavo. Por su parte, ocupó el top 40 en Bélgica, Francia, Irlanda e Italia.
En el UK Singles Chart, el doble lado A «The Power of Good-Bye»/«Little Star» debutó en el sexto puesto el 5 de diciembre de 1998 y permaneció once semanas. Cabe resaltar que dos meses antes, el 17 de octubre, la versión en CD había ingresado por separado en el número 91. También logró entrar en el UK Dance Chart en la posición 39 el 3 de enero de 1999, aunque solo estuvo una semana. Vendió 175 095 copias para agosto de 2008, según datos de Music Week, y para agosto de 2017 era el 36.º sencillo más exitoso de Madonna en el país. En mayo de 2018, obtuvo un disco de plata por la Industria Fonográfica Británica (BPI, por sus siglas en inglés) tras superar la cifra de 200 000 unidades. También recibió un disco de oro en Alemania, Austria y Suecia por parte de las organizaciones Bundesverband Musikindustrie (BVMI), Federación Internacional de la Industria Fonográfica (IFPI) y Grammofonleverantörernas förening (GLF), respectivamente. En Oceanía, la recepción fue menor: en Australia, debutó en el número 33 el 15 de noviembre de 1998 y solo estuvo dos semanas, y en Nueva Zelanda ocupó la vigésima quinta posición, aunque su permanencia fue un poco más duradera, con siete semanas en total.

## Vídeo musical

### Producción y rodaje
El videoclip de «The Power of Good-Bye» se filmó del 8 al 10 de agosto de 1998 en el Silvertop House de Los Ángeles (California) y en las playas de Malibú, bajo la dirección del fotógrafo estadounidense Matthew Rolston. El resto del personal incluyó a Nicola Doring en producción para HSI Productions, Pascal Lebègue en cinematografía y Dustin Robertson en montaje; Kevyn Aucoin se encargó del maquillaje de la cantante. Según Entertainment Tonight, el rodaje resultó ser una experiencia emocional para Madonna debido al significado de ruptura de la canción y la «historia de amor que salió mal». Quería que la trama visual fuera dramática, por lo que eligió a Rolston como director y juntos trabajaron en la narrativa emocional del vídeo. Aunque respetaba su visión, la cantante se involucró y formó parte del proceso creativo del rodaje. Las escenas en las que camina por la playa las filmó caminando sobre una cinta de correr.
Roberston comentó que Rolston y Madonna no se llevaron bien e incluso hizo llorar al director durante el set. Además, agregó que ella estaba «encima de él» y Rolston intentaba defender sus contribuciones. No obstante, mencionó que había quedado «muy contenta» con su trabajo en la edición e incluso lo llamó al día siguiente para agradecerle; profundizó: «Ella no tenía que llamar, pero lo hizo... Madonna es extremadamente profesional y muy dulce. Fue en esa conversación telefónica que le agradecí por salvarme la vida y por inspirar mi gran aventura a Hollywood. Se sintió halagada y gentil». El actor croata Goran Višnjić interpreta al interés amoroso de Madonna, quien lo eligió después de ver su actuación en la película Bienvenidos a Sarajevo (1997). Lo consideró el «hombre más sensual de hoy» y explicó que cuando estaba buscando un actor para el clip, «su rostro simplemente me vino a la cabeza». Si bien hubo un par de actores con los que quería trabajar, finalmente Višnjić aceptó la propuesta.

### Estreno y recepción

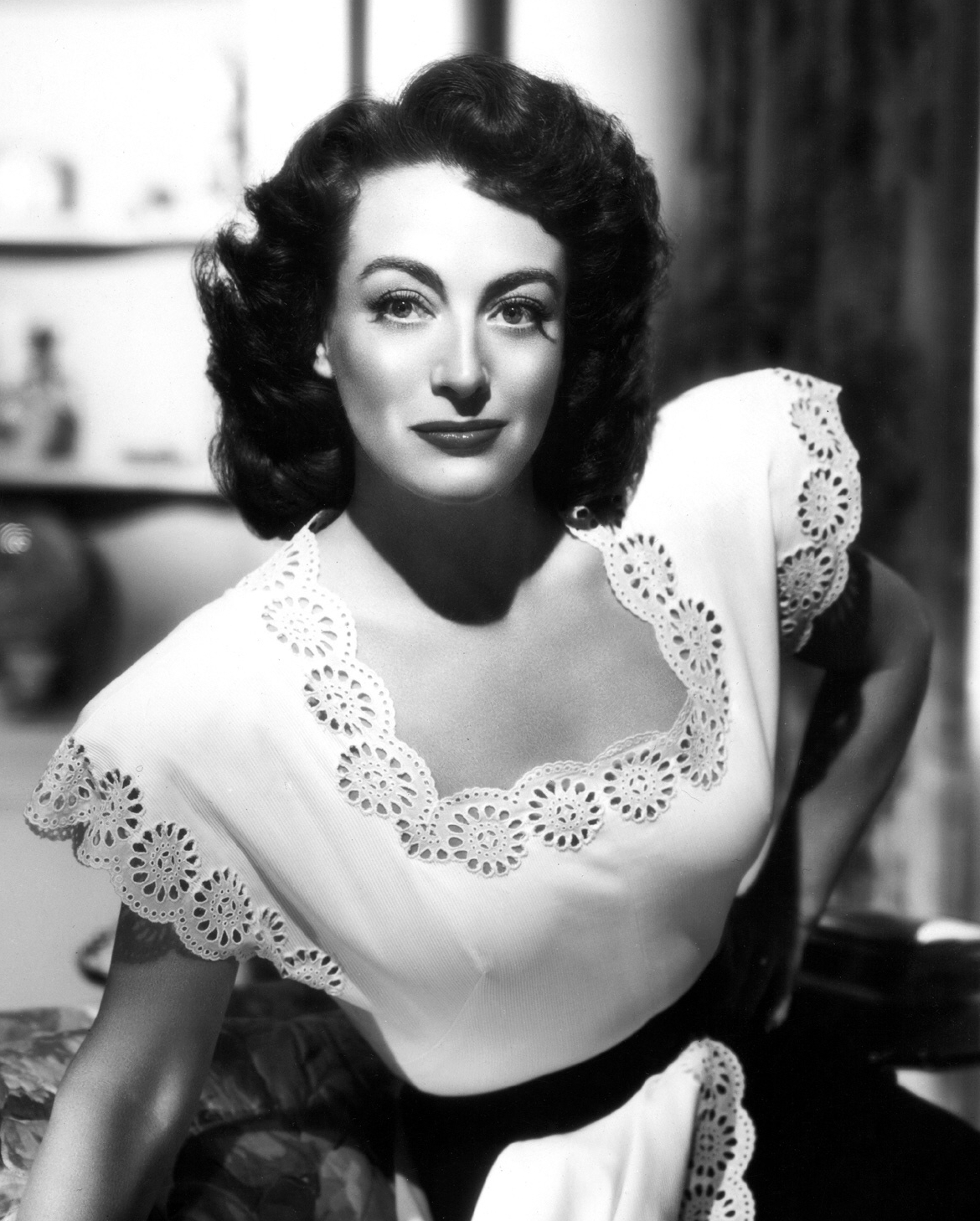
El vídeo ha sido descrito como un homenaje a la película Humoresque (1946), protagonizada por la actriz Joan Crawford (fotografía).

El vídeo tuvo su estreno oficial en MTV el 10 de septiembre de 1998, minutos antes de que iniciara la transmisión de los MTV Video Music Awards. También se emitió ocasionalmente en el canal The Warner Bros. Network después del programa de televisión Felicity —protagonizada por Keri Russell— que usaba el tema como música de fondo en sus avances promocionales. Posteriormente, figuró en los recopilatorios The Video Collection 93:99 (1999) y Celebration: The Video Collection (2009). Filmado en un tono verdeazulado, ha sido descrito como un homenaje a la cinta de 1946 Humoresque, protagonizada por Joan Crawford. Muestra a Madonna y Višnjić como una pareja en crisis que juega al ajedrez; posteriormente, la primera destruye el tablero —lo que simboliza el final de su relación— en una escena inspirada en The Thomas Crown Affair (1968). Tras esto, se aleja y camina por la playa dejándose acariciar por las olas del mar. El vídeo se intercala con otras tomas en las que canta el tema frente a una cortina. En otro plano, pasa al lado de un hombre que pasea a su perro en la playa y, en la última escena, se la ve sonriente a la vez que el agua la moja en señal de su «renacimiento».
Obtuvo reseñas favorables: Liz Smith del Sarasota Herald-Tribune resaltó el «drama y glamur» de la trama y aseguró que esta «pequeña obra de arte» era «más satisfactoria que muchas películas que veo». Kerry Diamond de Kevyn Aucoin a Beautiful Life (2004) elogió el maquillaje «encantadoramente hermoso» de Aucoin que acompañó las «letras evocadoras» de la canción. De igual manera, Francesco Falconi resaltó su imagen «mucho más refinada» y sus «largos cabellos negros». Carol Clerk del libro Madonna Style (2012) opinó que, en general, ningún vídeo de Ray of Light había sido «consistentemente esclarecedor». En relación con esto, subrayó que en las «melancólicas despedidas» de «The Power of Good-Bye», Madonna, con su cabello y ropa negras y sus atmósferas «poderosas e inquietantes», busca el estilo por encima de la sustancia, la oscuridad sobre la luz. En 2013, Louis Virtel de Logo lo incluyó en el vigésimo tercer puesto de los 55 mejores vídeos de la artista; señaló que lucía «asombrosamente hermosa» y destacó su expresión de agonía hacia el final, que ocurre «solo en la más hermosa y azul de las luces». Tres años después, Christopher Rosa de VH1 lo consideró uno de los más infravalorados y de los «más efectivos» de su carrera; declaró que los tonos verdeazulados recordaban al videoclip de «Frozen» y cuestionó el final «deliberadamente ambiguo: ¿Madonna se ahoga en el océano? ¿Se aleja de su amante?». Samuel R. Murrian de Parade opinó que era «tan increíblemente agradable a la vista que hace que muchos comerciales de perfumes de diseñadores parezcan descuidados». Por último, Sebas E. Alonso de Jenesaispop lo calificó como «uno de los más hermosos que Madonna ha rodado, con final abierto (¿suicidio? ¿calma total?) y un momento totalmente abrumador en el que el ser querido se escapa de tus brazos, representado con la multiplicación de planos cortos».

## Presentaciones en vivo y versiones

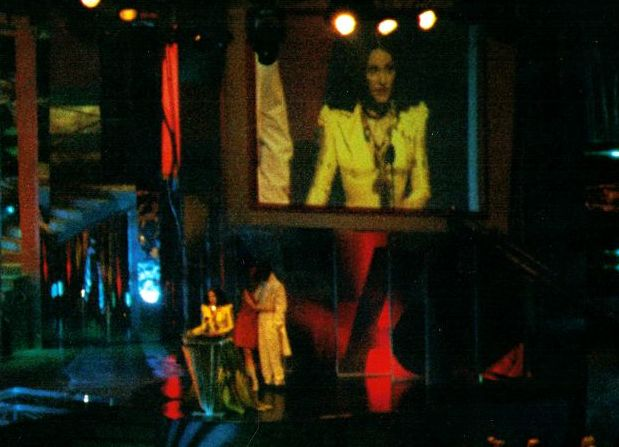
Madonna recibiendo un premio durante los VH1 Fashion Awards de 1998, donde interpretó «The Power of Good-Bye».

Madonna interpretó por primera vez «The Power of Good-Bye» en la ceremonia de los VH1 Fashion Awards, celebrada el 23 de octubre de 1998 en Nueva York; para la ocasión, lució un atuendo de látex y cuero negro, descrito por Kristen Aldridge de la revista Shape como «elegante pero sensual», y estuvo acompañada del coro infantil Opus 118 de la escuela The Harlem School of the Arts, dirigido por Roberta Guaspari; posterior a la actuación, recibió el premio a la artista «más a la moda» y el honorífico Gianni Versace Tribute. El 7 de noviembre, asistió al programa alemán Wetten, dass..? para promocionar Ray of Light y cantó el sencillo. Cuatro días después, presentó «Drowned World/Substitute for Love» y «The Power of Good-Bye» en el programa Sacree Femmes de Francia y, tras la actuación, conoció a Jeanne Moreau, a quien calificó como su «actriz favorita». Al día siguiente, lo cantó en la edición de los MTV Europe Music Awards, llevados a cabo en la ciudad de Milán (Italia). John Dingwall del periódico Daily Record señaló que la cantante «luchó con una versión desafinada»; esa misma noche, recibió los galardones de mejor artista femenina y mejor álbum. El 15 de ese mes, lo interpretó en Sen kväll med Luuk en Suecia, conducido por el comediante Kristian Luuk, y el 20 acudió a Séptimo de caballería en España, donde fue entrevistada por el cantante Miguel Bosé —creador del programa— y ofreció una presentación de «The Power of Good-Bye» y «Drowned World/Substitute for Love». Por último, en diciembre de ese año cantó el tema en Top of the Pops en Reino Unido. Madonna tenía programado abrir con el tema la ceremonia de los Billboard Music Awards el 7 de diciembre en el MGM Grand Hotel de Las Vegas, pero debió cancelar su aparición a último momento tras haberse enfermado; Garth Brooks la reemplazó en su lugar.
Tras su publicación, algunos artistas realizaron una versión de «The Power of Good-Bye» para álbumes homenaje, como es el caso de la Spectrum Orchestra, que grabó una versión easy listening para The Music of Madonna (1999), y Swede, que la interpretó en Truly Blue: Tribute to Madonna (2000). Ese mismo año, el compositor George Sarah cantó el tema en un estilo electrónica para Getting into the Grooves y una versión instrumental figuró como la última pista en Madonna: The Ultimate Tribute (2002) de la Evening Star Orchestra. Tres años después, el compositor estadounidense Adam Marano lo grabó para el material Tribute to Madonna, publicado por el sello Golden Sound. Otros artistas incluyen las bandas tributo The Mysterious Girl y Tune Robbers, cuyas interpretaciones se incluyeron en Dance Tribute to Madonna (2006) y The Tune Robbers Play the Best of Madonna, Vol. 2 (2010), respectivamente.

## Lista de canciones y formatos
| 7" / CD / casete |                                             |          |  |
| N.º              | Título                                      | Duración |  |
| 1.               | «The Power of Good-Bye» (versión del álbum) | 4:10     |  |
| 2.               | «Mer Girl» (versión del álbum)              | 5:32     |  |

| 7" / casete |                                             |          |  |
| N.º         | Título                                      | Duración |  |
| 1.          | «The Power of Good-Bye» (versión del álbum) | 4:10     |  |
| 2.          | «Little Star» (versión del álbum)           | 5:18     |  |

| CD  |                                               |          |  |
| N.º | Título                                        | Duración |  |
| 1.  | «The Power of Good-Bye» (versión del álbum)   | 4:10     |  |
| 2.  | «Little Star» (versión del álbum)             | 5:18     |  |
| 3.  | «The Power of Good-Bye» (Dallas' Low End Mix) | 4:34     |  |

| Maxi CD |                                                      |          |  |
| N.º     | Título                                               | Duración |  |
| 1.      | «The Power of Good-Bye» (versión del álbum)          | 4:10     |  |
| 2.      | «The Power of Good-Bye» (Dallas' Low End Mix)        | 4:34     |  |
| 3.      | «The Power of Good-Bye» (Luke Slater's Super Luper)  | 8:45     |  |
| 4.      | «The Power of Good-Bye» (Luke Slater's Filtered Mix) | 6:07     |  |
| 5.      | «The Power of Good-Bye» (Fabien's Good God Mix)      | 8:22     |  |

| Maxi CD / 12" |                                                     |          |  |
| N.º           | Título                                              | Duración |  |
| 1.            | «The Power of Good-Bye» (Dallas' Low End Mix)       | 4:34     |  |
| 2.            | «The Power of Good-Bye» (Luke Slater's Super Luper) | 8:46     |  |
| 3.            | «The Power of Good-Bye» (Fabien's Good God Mix)     | 8:22     |  |
| 4.            | «The Power of Good-Bye» (versión del álbum)         | 4:10     |  |

## Posicionamiento en listas
| País (Lista 1998-1999)                                                  | Posición más alta |
| ----------------------------------------------------------------------- | ----------------- |
| Alemania (Offizielle Deutsche Charts)                                   | 4                 |
| Australia (ARIA)                                                        | 33                |
| Austria (Ö3 Austria Top 40)                                             | 4                 |
| Bélgica Flandes (Ultratop Singles)                                      | 31                |
| Bélgica Valonia (Ultratop Singles)                                      | 20                |
| Canadá (RPM Top 100 Tracks)                                             | 16                |
| Canadá (RPM Adult Contemporary)                                         | 13                |
| Canadá (SoundScan)                                                      | 6                 |
| Escocia (Official Charts Company) «The Power of Good-Bye»/«Little Star» | 5                 |
| España (AFYVE)                                                          | 2                 |
| Estados Unidos (Billboard Hot 100)                                      | 11                |
| Estados Unidos (Adult Contemporary)                                     | 14                |
| Estados Unidos (Adult Pop Songs)                                        | 40                |
| Estados Unidos (Hot 100 Airplay)                                        | 26                |
| Estados Unidos (Hot 100 Singles Sales)                                  | 13                |
| Estados Unidos (Mainstream Top 40)                                      | 18                |
| Estados Unidos (Top 40 Tracks)                                          | 21                |
| Estados Unidos (Gavin Top 40)                                           | 11                |
| Estados Unidos (Gavin Adult Contemporary)                               | 13                |
| Estados Unidos (R&R CHR/Pop)                                            | 17                |
| Estados Unidos (R&R Adult Contemporary)                                 | 10                |
| Europa (Eurochart Hot 100 Singles)                                      | 2                 |
| Europa (European Radio Top 50)                                          | 2                 |
| Finlandia (Suomen virallinen lista)                                     | 4                 |
| Francia (SNEP)                                                          | 21                |
| Hungría (Mahasz)                                                        | 6                 |
| Irlanda (IRMA)                                                          | 23                |
| Islandia (Íslenski Listinn Topp 40)                                     | 2                 |
| Italia (Musica e dischi)                                                | 12                |
| Nueva Zelanda (Recorded Music NZ)                                       | 25                |
| Países Bajos (Top 40)                                                   | 6                 |
| Países Bajos (Single Top 100)                                           | 7                 |
| Polonia (LP3)                                                           | 2                 |
| Reino Unido (UK Singles Chart) «The Power of Good-Bye»/«Little Star»    | 6                 |
| Reino Unido (UK Singles Chart)                                          | 91                |
| Reino Unido (UK Dance Chart)                                            | 39                |
| Suecia (Sverigetopplistan)                                              | 3                 |
| Suiza (Schweizer Hitparade)                                             | 8                 |

| País (Lista 1998)                             | Posición |
| --------------------------------------------- | -------- |
| Alemania (Offizielle Deutsche Charts)         | 79       |
| Canadá (RPM Adult Contemporary)               | 99       |
| Estados Unidos (Billboard Mainstream Top 40)  | 86       |
| Estados Unidos (R&R CHR/Pop)                  | 73       |
| Estados Unidos (R&R Adult Contemporary)       | 72       |
| Países Bajos (Dutch Top 40)                   | 89       |
| Suecia (Sverigetopplistan)                    | 43       |
| País (Lista 1999)                             | Posición |
| Alemania (Offizielle Deutsche Charts)         | 89       |
| Canadá (RPM Adult Contemporary)               | 100      |
| Estados Unidos (Billboard Adult Contemporary) | 41       |
| Estados Unidos (R&R Adult Contemporary)       | 44       |
| Europa (Eurochart Hot 100 Singles)            | 74       |
| Europa (European Radio Top 50)                | 66       |

## Certificaciones
| País (organismo certificador) | Certificación | Unidades certificadas/ Ventas |
| ----------------------------- | ------------- | ----------------------------- |
| Alemania (BVMI)               | Oro           | 250 000                       |
| Austria (IFPI Austria)        | Oro           | 25 000                        |
| Reino Unido (BPI)             | Plata         | 200 000                       |
| Suecia (GLF)                  | Oro           | 15 000                        |

## Créditos y personal

### Dirección
- Grabación en Larrabee Studios North (Universal City, California).
- Masterización en Sterling Sound Studios (Nueva York).

### Personal
- Madonna: voz, composición, producción
- Rick Nowels: composición
- William Orbit: producción
- Patrick Leonard: producción
- Craig Armstrong: arreglo de cuerdas
- Susie Katayama: dirección de orquesta
- Pat McCarthy: ingeniería
- David Reitzas: ingeniería
- Jon Englesby: ingeniería
- Mark Endard: ingeniería
- Matt Silva: ingeniería
- Ted Jensen: masterización
- Mario Testino: fotografía
- Kevin Reagan: diseño, dirección artística

Créditos adaptados de las notas del álbum Ray of Light.